# Библейские аллюзии у Шекспира
По словам шекспироведа Насиба Шахина, Шекспир, сочиняя пьесы, «редко заимствует библейские ссылки из своих источников, даже если эти источники содержат много ссылок». Рой Баттенхаус отмечает, что шекспировская трагедия «зачастую перекликается с библейским языком или парадигмой, даже если действие пьесы языческое». Также и Питер Милвард отмечает, что, несмотря на светский антураж, пьесы Шекспира «скрывают скрытый религиозный смысл, принадлежащий самой глубокой их сути». Кроме того, Милвард утверждает, что, хотя Шекспир «возможно, чувствовал обязательство елизаветинской сцены избегать библейских или других религиозных сюжетов в своих пьесах», но эта обязанность «не мешала ему в полной мере использовать Библию при драматизации своих светских источников, тем самым он наполнял их библейским смыслом». Милвард продолжает, что, сочиняя свои пьесы (в частности, трагедии), Шекспир «показывает универсальную актуальность Библии как в человеческой реальности «в этом суровом мире» ('in this harsh world'), так и для её идеала в сердце Бога». Стивен Маркс говорит о том, что «тщательное знакомство с Писанием» является необходимым условием понимания библейских отсылок в пьесах, и что эти отсылки к Библии в пьесах «проливают свежий и неожиданный смысл на библейский текст». Далее Маркс отмечает, что «возможно, что Шекспир иногда считал свою собственную роль драматурга и исполнителя подобной божественной, а свою собственную книгу такой же мощной и ёмкой, как "Книга"». Важно отметить, как на это указывает недавнее исследование: «разнообразие версий, отраженных в сочинениях Шекспира, указывает на то, что «Библию Шекспира» нельзя воспринимать как нечто само собой разумеющееся, поскольку она состоит из сетки различных переводов».

## Конкретные примеры
- Во 2 части «Генриха VI» Шекспир даёт собственные библейские стихи. Шахин пишет следующее:
  - «Многие библейские отсылки, встречающиеся на протяжении пьесы, принадлежат самому Шекспиру. Использование Шекспиром Священного Писания в пьесе видно из того, как он обрисовал характер короля. [Эдвард] Холл изображает Генриха «человеком кроткаго и простого ума, предпочитающего мир войне, отдых – делу, честность – выгоде и тишину – труду… Не могло быть более целомудренного, более милого, более святого и лучшего создания… Он не жаждал почестей и не жаждал богатства, а учился только ради здравия своей души: спасение оных он считал величайшей мудростью»[8] [ Союз двух благородных и прославленных семейств Ланкастера и Йорка, впервые опубликовано в 1548 г.] (3.105). Однако Холл не делает библейских отсылок, изображая Генриха кротким, благочестивым правителем, лишённым амбиций. Шекспир, впрочем, придаёт всей пьесе религиозный оттенок и вкладывает в уста персонажей множество библейских отсылок и религиозных высказываний».
  - «Некоторые из них сильно намекают на Писание, но не кажутся библейскими отсылками». Шахин отмечает, например, строки «О Господь, который дает мне жизнь, дай мне сердце, полное благодарности!» (1.1.19–20) и «велика Божья благость к тебе. Пусть ни день, ни ночь не проходят без освящения, Однако же помните, что сотворил Господь» (2.1.82-84). Пьеса содержит много схожих отрывков, которые трудно анализировать, отрывков, которые лучше всего классифицировать как религиозную чувствительность, а не подлинно библейские отсылки»[9].
- В 3 части Генриха VI Шекспир взял библейскую тему из предшествующего источника и расширил использование библейских отсылок. Шахин пишет следующее:
  - «Темой [Эдварда] Холла [в его Союзе двух благородных и прославленных семейств Ланкастера и Йорка] была нравственность. Он стремился продемонстрировать Божье провидение по отношению к Англии, и он неоднократно указывает, что совершающие зло рано или поздно будут наказаны. Тем не менее, его рассказ содержит крайне мало библейских отсылок. Вдохновившись темой Холла о божественном возмездии, Шекспир добавляет библейские отсылки, отражающие тему (1.4.168 «Моя кровь на ваших челах!»; 2.2.129 «Их кровь на твоём челе»; 2.6.55 «Мерой за меру должно ответить»).
  - «Пример того, как Шекспир добавлял библейские ссылки к обнаруженному в его источниках можно увидеть в отрывке из Холле, повествующем о смерти брата Уорика. Холл просто говорит: «Он [лорд Фитцуотер] был умерщвлён, а вместе с ним и Солсберийский бастард, брат графа Уорика, молодой дворянин» (3.181). В строках 2.3.14–23 Шекспир расширяет эти слова до отрывка, содержащего как минимум 3 библейские отсылки:
    - 2.3.15: Голос крови брата твоего вопиет ко Мне от земли (Быт. 4.10–11)
    - 2.3.17: И в муках смерти он плакал. (Ср. 2 Цар. 22:5, Объяли меня волны смерти, и потоки беззакония устрашили меня;)
    - 2.3.22: [Возможная библейская отсылка] «испустил дух» (Быт. 49.33; сравните также Быт. 35.18; Мф. 27.50; Деян. 5.10).
    - 2.3.23: Тогда пусть земля упьётся нашей кровью! («Распространенное библейское выражение» (Шахин). Ср. Юдифь 6.4; Исаия 49.26; Откр. 17.6. Ср. также Втор. 32.42; Иерем. 46.10; Иез. 39.19)[10].
- В «Генрихе V » Шекспир добавляет библейские темы к предыдущим источникам. Шахин пишет следующее: «Ни в одном из источников Шекспира нет ничего, что было бы параллельно рассуждениям Генри об ответственности за войну и о судьбе солдат, которые на ней умирают (4.1.124-91), или размышлениям Генриха о королевской власти (4.1.230-84), которые содержат большое количество библейских и литургических ссылок. Эти отрывки и отсылки к ним являются у Шекспира оригинальными»[11].
- Шахин пишет: «Использование Шекспиром книги Откровения в пьесе «Антоний и Клеопатра» потрясающее… Поскольку лишь три главы Откровения читались во время утренней и вечерней молитвы в англиканской церкви, то Шекспир, видимо, прочёл большую часть Откровения в частном порядке незадолго до или же во время сочинения пьесы». Далее он заявляет: «ссылки на книгу Исход в акте 3, сцена 13 также заслуживают внимания»[12].
- Согласно Шахину, пьеса Тимон Афинский «даёт редкое представление о своей манере сочинения и имеет ряд библейских отсылок, представляющих значительный интерес». Далее он заявляет: «Традиционно для Шекспира во всех его пьесах, использование им Писания в Тимоне в первую очередь предназначено для драматических целей, а не для богословского значения»[13].
- В «Макбете», в действии IV, сцене 3, Макдуф предлагает свою помощь Малькольму, говоря:«Твой царственный отецБыл свят на троне; царственная матьЖизнь провела коленопреклоненной,И эта жизнь была как смерть» (пер. М. Лозинского).Последняя часть – прямая аллюзия на 1 Кор. 15:31: «Я каждый день умираю: свидетельствуюсь в том похвалою вашею, братия, которую я имею во Христе Иисусе, Господе нашем».

Все приведенные выше примеры Шахина говорят о том, что Шекспир был хорошо знаком с Библией и различными её темами. Его знание отдельных стихов было столь широко, что он мог легко расширить любую отдельно взятую тему собственным продолжением.

## Версии Библии, использовавшиеся Шекспиром

### Женевская Библия
Р.А.Л.Бёрнет утверждает: «Как мне указал профессор Э.П. Дикки (E.P. Dickie), слова, найденные на полях [Женевской Библии], не слишком распространены, они не становятся пословицами. Этих слов Шекспир не услышал бы ни в церкви, ни в разговорах; он мог лишь прочесть их».

### Новый Завет Реймса (Rheims New Testament)
Хотя важное исследование Насиба Шахина привлекает внимание к трём отсылкам к реймскому переводу Нового Завета, оно упускает из виду ряд иных аллюзий или соответствий. Например, в переводах Тиндейла, Женевской Библии, Великой Библии и Епископской Библии Мф. 3.2 переводится как «Repent: for the kingdom of heaven is at hand», а в переводе Реймса оно звучит так: «Do penance: for the kingdom of heaven is at hand». Это существенное различие в переводе, важное для католического таинства покаяния и богословского понятия искупления грехов, встречается много раз в Реймском Новом Завете и 19 раз в пьесах Шекспира. По словам Дэвида Борегарда, существует около семидесяти иных возможных упоминаний Библии .

## Использованная литература
1. ↑  Shaheen, Naseeb. Biblical References in Shakespeare's Plays. — Newark : University of Delaware Press, 2011. — P. 90.
2. ↑  Battenhouse, Roy. Shakespeare's Christian Dimension: An Anthology of Commentary. — Bloomington : Indiana University Press, 1994.
3. ↑  Milward, Peter. Shakespeare's Religious Background. — Chicago : Loyola University Press. — P. 102. — ISBN 9780253352002.
4. ↑  Milward, Peter. Biblical Influences in Shakespeare's Great Tragedies. — Bloomington : Indiana University Press, 1987. — P. 207.
5. ↑  Marx, Steven (2000). Shakespeare and the Bible, Oxford University Press, p. 13
6. ↑  Marx, Steven (2000). Shakespeare and the Bible, Oxford University Press, pp. 12–13
7. ↑  DeCook, Travis and Alan Galey, eds. Shakespeare, the Bible, and the Form of the Book. New York: Routledge (2011) p. 9.
8. ↑  "a man of a meke spirite, and of a simple witte, preferryng peace before warre, reste before businesse, honestie before profite, and quietnesse before laboure…. There could be none, more chaste, more meke, more holy, nor a better creature…. He gaped not for honor, nor thirsted for riches, but studied onely for the health of his soule: the savyng wherof, he estemed to bee the greatest wisedome" [Union of the Two Noble and Illustre Famelies of Lancastre and Yorke, first published in 1548] (3.105)
9. ↑  Shaheen, Naseeb (1999, 2011). Biblical References in Shakespeare's Plays, Newark: University of Delaware Press, p. 301.
10. ↑  Shaheen, Naseeb (1999, 2011). Biblical References in Shakespeare's Plays, Newark: University of Delaware Press, pp. 324, 328–9.
11. ↑  Shaheen, Naseeb (1999, 2011). Biblical References in Shakespeare's Plays, Newark: University of Delaware Press, p. 449.
12. ↑  Shaheen, Naseeb (1999, 2011). Biblical References in Shakespeare's Plays, Newark: University of Delaware Press, p. 644.
13. ↑  Shaheen, Naseeb (1999, 2011). Biblical References in Shakespeare's Plays, Newark: University of Delaware Press, pp. 670, 671.
14. ↑  Burnet, R. A. L. (April 1979). "Shakespeare and the Marginalia of the Geneva Bible," Notes and Queries 26(2), p. 113.
15. ↑  Beauregard, David. "Shakespeare and the Rheims New Testament (1582): Old Claims and New Evidence" Renascence XLVII.2 (2015), 107-26.